# Tony Schmidt (Rennfahrer)
Tony Schmidt (* 9. Mai 1980 in Leipzig) ist ein deutscher Rennfahrer.

## Karriere
Nachdem Schmidt 1996 im Kartsport aktiv gewesen war, begann Schmidt 1997 seine Formelsportkarriere in der deutschen Formel Renault, in der er in seiner Debütsaison den dritten Platz belegte. Nachdem er 1998 Achter in dieser Serie wurde, belegte er ein Jahr später erneut den dritten Platz in der Gesamtwertung. Außerdem nahm er an einigen Rennen der deutschen und italienischen Formel-3-Meisterschaft teil. 2000 legte Schmidt sein Hauptaugenmerk auf die deutsche Formel-3-Meisterschaft und belegte den 15. Gesamtrang. Im folgenden Jahr blieb Schmidt in der deutschen Formel-3-Meisterschaft und verbesserte sich auf den zehnten Platz im Gesamtklassement.
2002 wechselte Schmidt in die Formel 3000 zum deutschen Rennstall PSM Racing Line. Schmidt schaffte es nicht Punkte einzufahren und wurde auch von seinem Teamkollegen, dem Dänen Nicolas Kiesa, geschlagen. 2003 blieb Schmidt in der Formel 3000 und wechselte zum belgischen Team Astromega. Es gelang dem Deutschen bei einigen Rennen Punkte zu holen und er belegte am Saisonende den elften Gesamtrang. 2004 nahm Schmidt seine dritte Saison in der Formel 3000 in Angriff und wechselte zum neugegründeten deutschen Rennstall Ma-Con Engineering, bei dem er zusammen mit dem erfahrenen Piloten Tomáš Enge ein Team bildete. Er konnte nicht mit Enge mithalten, ihm gelang es aber erneut bei einigen Rennen Punkte einzufahren. Am Saisonende belegte er den zehnten Gesamtrang.
Nachdem Schmidt für 2005 kein Cockpit gefunden hatte, beendete er seine Motorsportkarriere.

## Persönliches
Tony Schmidts jüngerer Bruder Mike Schmidt war ebenfalls als Autorennfahrer aktiv.

## Karrierestationen
| - 1996: Kartsport - 1997: Deutsche Formel Renault (Platz 3) - 1998: Deutsche Formel Renault (Platz 8) | - 1999: Deutsche Formel Renault (Platz 3) - 2000: Deutsche Formel 3 (Platz 15) - 2001: Deutsche Formel 3 (Platz 10) | - 2002: Formel 3000 (Platz 21) - 2003: Formel 3000 (Platz 11) - 2004: Formel 3000 (Platz 10) |